# Redemption (film, 1930)
Pour plus de détails, voir Fiche technique et Distribution.
Redemption est un film américain réalisé par Fred Niblo, sorti en 1930.

## Fiche technique
- Titre : Redemption
- Réalisation : Fred Niblo
- Scénario : Dorothy Farnum et Edwin Justus Mayer d'après la pièce d'Arthur Hopkins tiré de Léon Tolstoï
- Direction artistique : Cedric Gibbons
- Costumes : Adrian
- Photographie : Percy Hilburn
- Montage : Margaret Booth
- Pays de production : États-Unis
- Format : Noir et blanc - Film muet
- Genre : drame
- Durée : 75 minutes
- Date de sortie : 1930

## Distribution
- John Gilbert : Fedya Protasoff
- Renée Adorée : Masha
- Conrad Nagel : Victor Karenin
- Eleanor Boardman : Lisa Protasoff
- Claire McDowell : Anna Pavlovna
- Nigel De Brulier : Petushkov
- Tully Marshall : Artimiev
- Mack Swain : Magistrat
- Erville Alderson : le marin barbu au café
- Sidney Bracey : le serveur
- Richard Alexander : Policier
- Geraldine Dvorak : la femme de ménage d'Anna Pavlovna (non créditée)
- DeWitt Jennings : Gypsy (non crédité)
- Stanley Blystone (non crédité)